# Сен-Жермен-дю-Пер
Сен-Жерме́н-дю-Пер (фр. Saint-Germain-du-Pert) — коммуна во Франции, находится в регионе Нижняя Нормандия. Департамент коммуны — Кальвадос. Входит в состав кантона Изиньи-сюр-Мер. Округ коммуны — Байё.
Код INSEE коммуны — 14586.

## Население
Население коммуны на 2010 год составляло 180 человек.
| 1962 | 1968 | 1975 | 1982 | 1990 | 1999 | 2010 |
| ---- | ---- | ---- | ---- | ---- | ---- | ---- |
| 221  | 194  | 176  | 160  | 147  | 153  | 180  |

## Экономика
В 2010 году среди 124 человек трудоспособного возраста (15—64 лет) 89 были экономически активными, 35 — неактивными (показатель активности — 71,8 %, в 1999 году было 65,5 %). Из 89 активных жителей работали 79 человек (41 мужчина и 38 женщин), безработных было 10 (5 мужчин и 5 женщин). Среди 35 неактивных 11 человек были учениками или студентами, 13 — пенсионерами, 11 были неактивными по другим причинам.